# Züsch

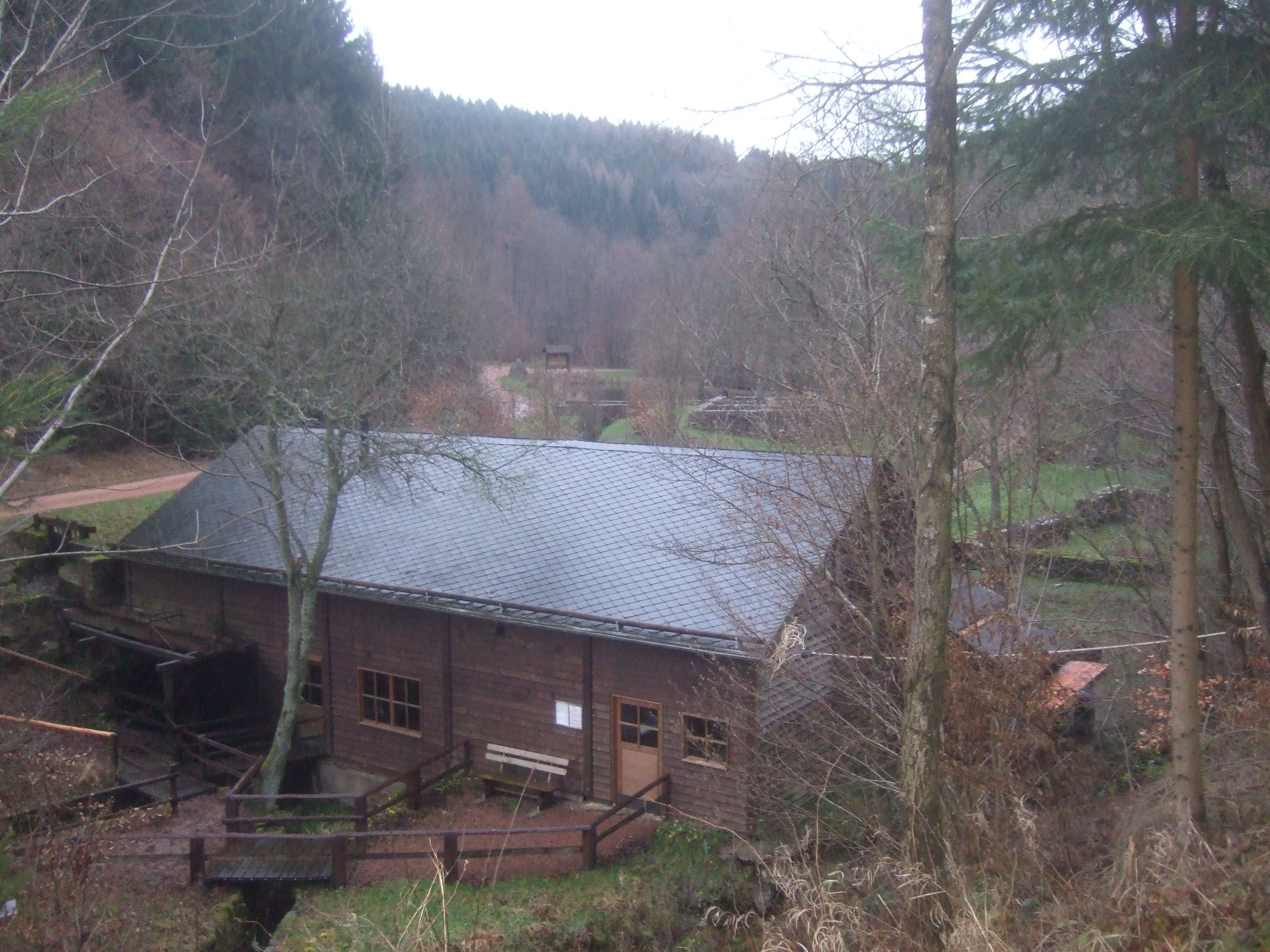
Züscher Hammer

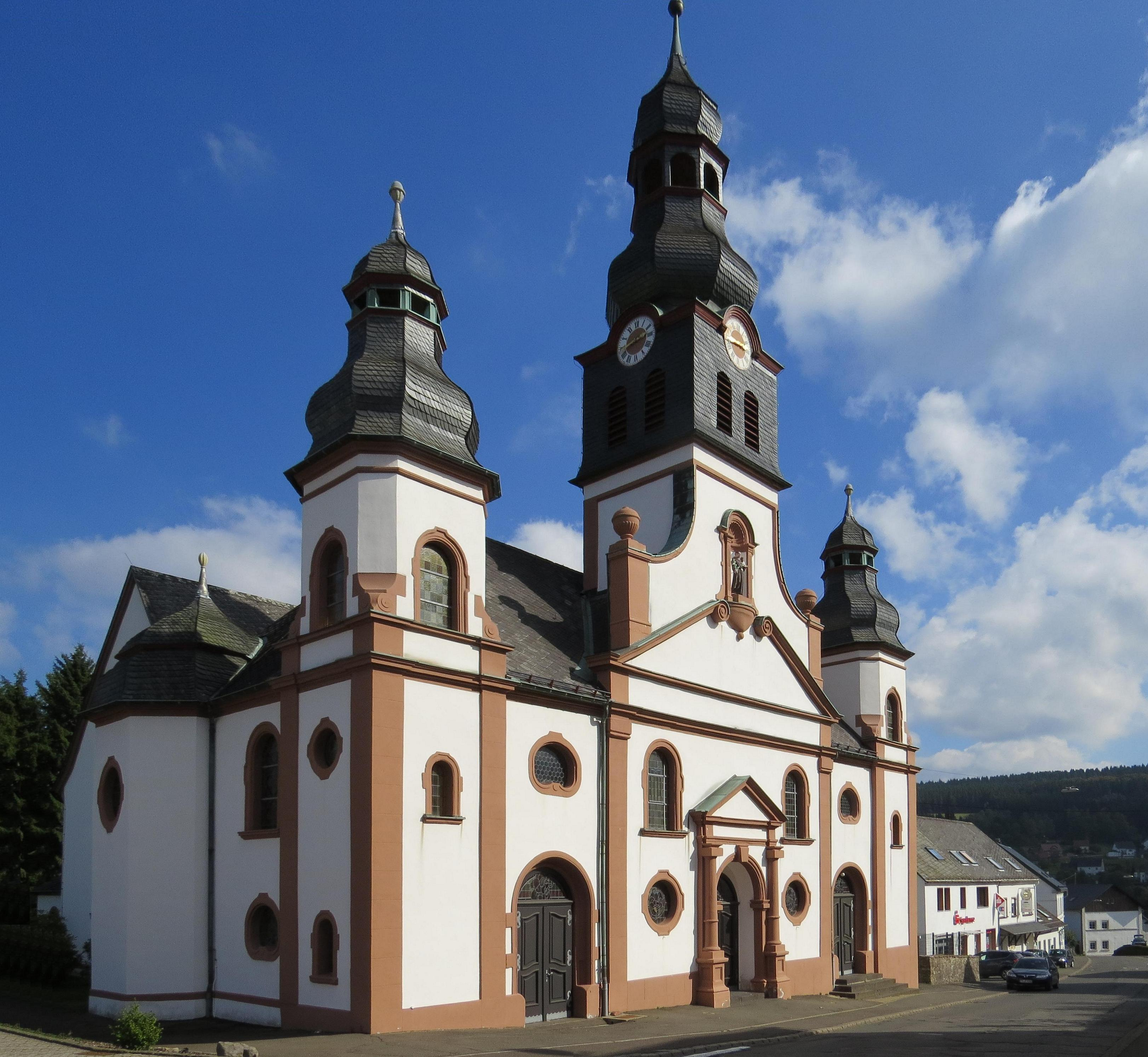
Kirche St. Antonius von Padua in Züsch

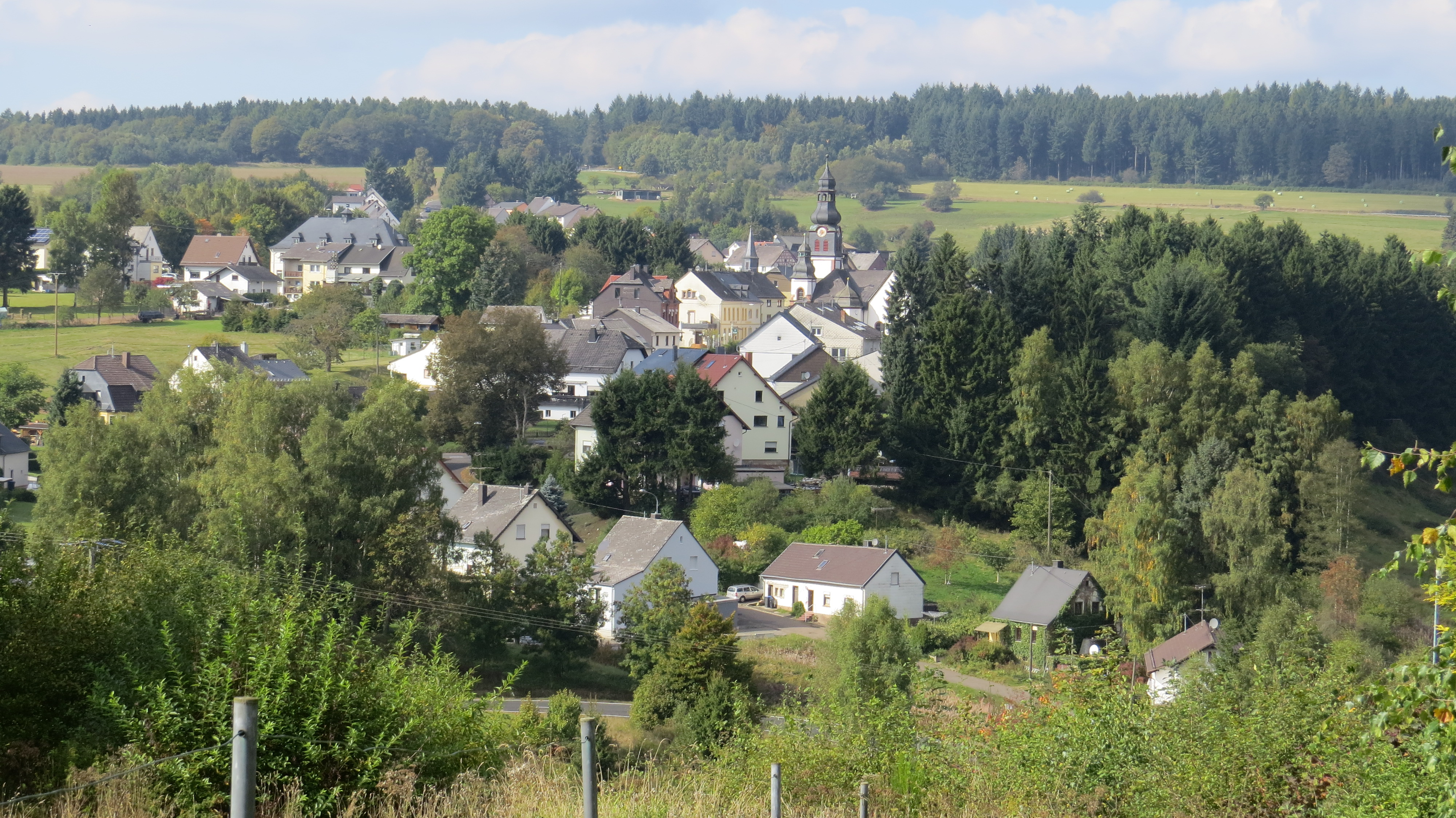
Züsch von Neuhütten aus

Züsch ist eine Ortsgemeinde im Landkreis Trier-Saarburg in Rheinland-Pfalz. Sie gehört der Verbandsgemeinde Hermeskeil an. Züsch ist ein staatlich anerkannter Erholungsort.

## Geographie
Der Ort liegt an der Grenze zum Saarland im Naturpark Saar-Hunsrück.
Zu Züsch gehören auch die Wohnplätze Birkenau, Hochwaldhof, Retzenhöhe und Rosenhof.
Züsch ist eine Nationalparkgemeinde im Nationalpark Hunsrück-Hochwald.
Nachbarorte sind Neuhütten, Damflos, Hermeskeil, Nonnweiler und Muhl.

## Geschichte
Der Ort wurde um 1222 erstmals urkundlich erwähnt.
Mit Züscher Lehen oder Herrschaft Züsch wurde ein Territorium bezeichnet, das etwa 6.000 Morgen Wald und Acker enthielt und zu dem später der Züscher Hammer, die  Schmelzmühle sowie Neuhütten, Schmelzhütten, Zinsershütten und Damflosserhütten gehörten.
Das Züscher Lehen war ein sponheimisches Mannlehen, womit zuerst die Vögte Nikolaus und Johann von Hunolstein im Jahre 1256 beliehen wurden. Im 18. Jahrhundert kam die Herrschaft Züsch in den Besitz der Freiherren von Dürckheim, die es 1780 dem Markgrafen von Baden überließ.
Bevölkerungsentwicklung
Die Entwicklung der Einwohnerzahl von Züsch, die Werte von 1871 bis 1987 beruhen auf Volkszählungen:
| Jahr | Einwohner |
| ---- | --------- |
| 1815 | 489       |
| 1835 | 691       |
| 1871 | 648       |
| 1905 | 554       |
| 1939 | 636       |
| 1950 | 675       |
| 1961 | 678       |

| Jahr | Einwohner |
| ---- | --------- |
| 1970 | 702       |
| 1987 | 686       |
| 1997 | 666       |
| 2005 | 660       |
| 2011 | 647       |
| 2017 | 619       |
| 2023 | 583       |

## Politik

### Gemeinderat
Der Gemeinderat in Züsch besteht aus zwölf Ratsmitgliedern, die bei der Kommunalwahl am 9. Juni 2024 in einer personalisierten Verhältniswahl gewählt wurden, und dem ehrenamtlichen Ortsbürgermeister als Vorsitzendem.
Die Sitzverteilung im Gemeinderat:
| Wahl | SPD | WG 1 | WG 2 | Gesamt   |
| ---- | --- | ---- | ---- | -------- |
| 2024 | 6   | 4    | 2    | 12 Sitze |
| 2019 | 7   | 4    | 1    | 12 Sitze |
| 2014 | 6   | 3    | 3    | 12 Sitze |
| 2009 | 7   | 3    | 2    | 12 Sitze |
| 2004 | 5   | 7    | –    | 12 Sitze |

### Ortsbürgermeister
Ulrich Frohn wurde am 1. Juli 2019 Ortsbürgermeister von Züsch. Bei der Direktwahl am 26. Mai 2019 war er mit einem Stimmenanteil von 87,03 % gewählt worden. Bei der Direktwahl am 9. Juni 2024 wurde er mit 75,5 % für weitere fünf Jahre in seinem Amt bestätigt.
Frohns Vorgänger waren seit 2004 Hermann Bernardy (SPD) und zuvor Palmatius Kohlhaas, der das Amt 30 Jahre ausübte.

### Wappen
| Wappen von Züsch | Blasonierung: „In geteiltem Schild oben in Grün zwei schräggekreuzte silberne Äxte darüber eine stilisierte goldene Blume; unten in Gold ein erhöhter roter Balken über drei (2:1) roten quadratischen Steinen.“ |
| Wappen von Züsch | Wappenbegründung: Die Äxte in der oberen Hälfte weisen auf die ehemalige Wallonische Waldarbeitersiedlung in Züsch hin. Die Blume soll die Schönheit der Landschaft symbolisieren. Die untere Hälfte weist auf die ehemalige Zugehörigkeit zur Herrschaft Züsch hin, die Farben sowie Balken und Steine sind aus dem Wappen der Vögte von Hunolstein übernommenen. |

## Kultur und Sehenswürdigkeiten

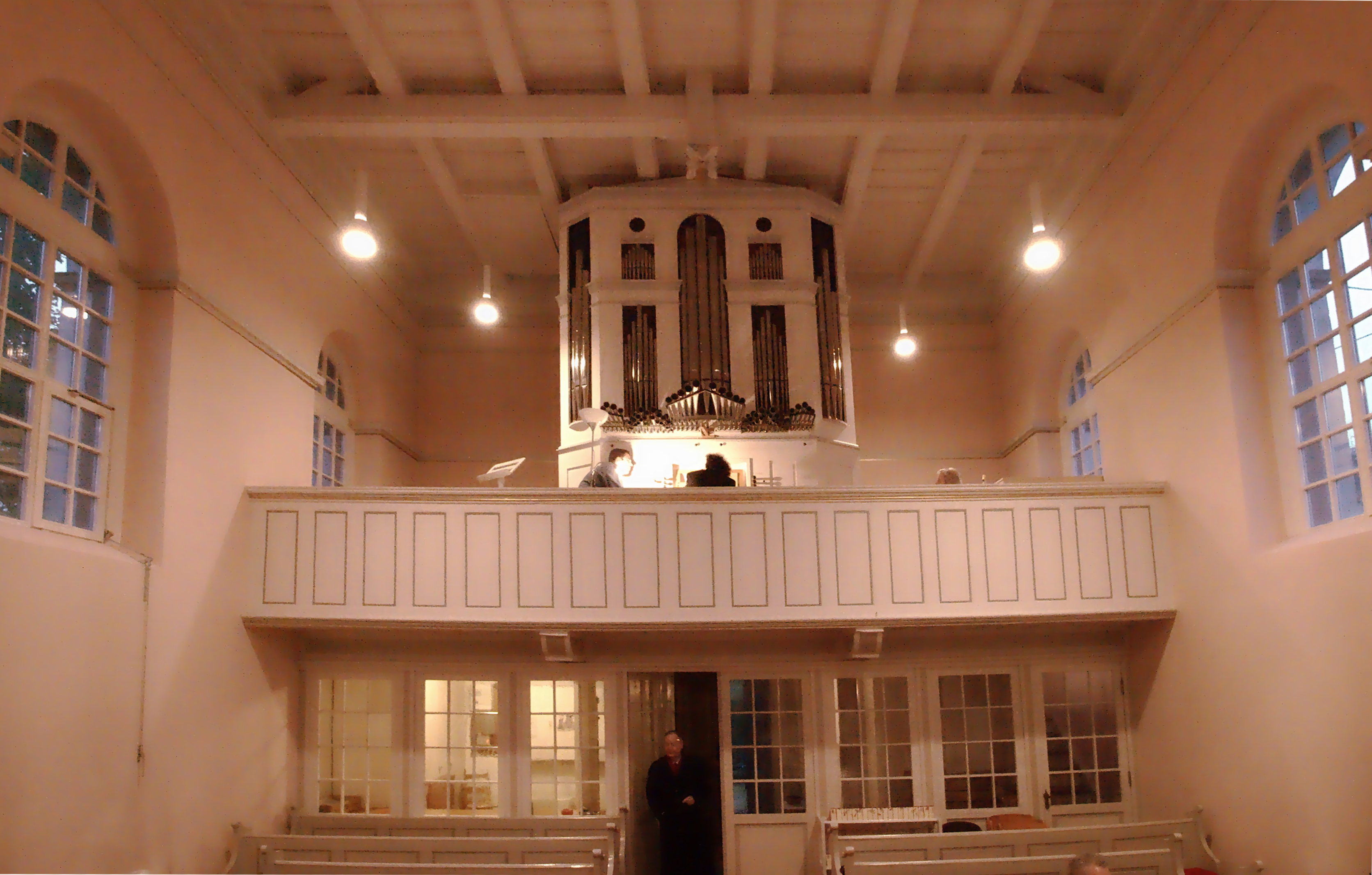
Die spanische Orgel in der Evangelischen Pfarrkirche

In Züsch steht die älteste evangelische Kirche im Landkreis Trier-Saarburg. Sie stammt aus dem Jahr 1837. Die evangelische Kirchengemeinde hat ihre Wurzeln in der zweiten Hälfte des 16. Jahrhunderts. Die Orgel ist eine von zwei spanischen Orgeln in Deutschland.

## Persönlichkeiten
- Carl Beck (1869–1928), Zentrumspolitiker, 1909–1928 Bürgermeister von Angermund, 1925–1928 Mitglied des Landtags des Freistaats Preußen.